# Ludwig Elsner

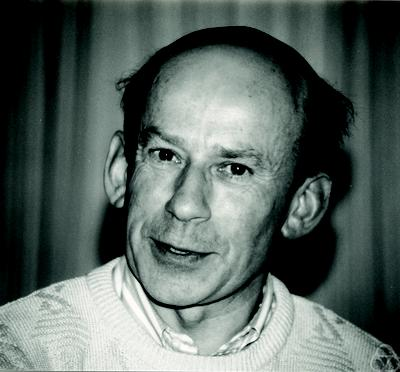
Elsner 1988 in Oberwolfach

Ludwig Elsner (* 17. Januar 1939 in Groß Strehlitz, Landkreis Groß Strehlitz, Provinz Oberschlesien, gestorben 25. Februar 2023 in Halle (Westfalen)) war ein deutscher Mathematiker und Professor an der Universität Bielefeld, der sich mit Linearer Algebra und Numerischer Linearer Algebra befasste.

## Berufliche Laufbahn
Elsner wurde 1965 bei Lothar Collatz an der Universität Hamburg promoviert (Einschließungssätze für Eigenwerte nicht normaler Matrizen). 1970 habilitierte er sich in Hamburg und wurde 1971 wissenschaftlicher Rat und Professor an der Universität Erlangen. Ab den 1970er Jahren war er Professor in Bielefeld.
Neben Linearer Algebra befasst er sich auch mit Numerischer Mathematik (er veröffentlichte auch mit Helmut Hasse über algorithmische Zahlentheorie).
1999 erhielt er den Hans-Schneider-Preis in Linearer Algebra. Seit 1983 war er Mitherausgeber von Linear Algebra and its Applications.